# 청풍면 (화순군)
청풍면(淸豊面)은 대한민국 전라남도 화순군 남부에 위치한 면이다.

## 개요
청풍면은 화순군의 남부에 위치하며 북쪽으로부터 살펴보면 풍류재, 예성산(320m)과 깃대봉(381.1m), 가덕골재, 금성치, 금성산(468m), 접팔재를 경계로 춘양면과 인접하고 화학산(613m)을 경계로 도암면과 인접하고 있으며, 바람재, 국사봉(499.1m), 곰재, 봉미산(505.8m), 수캐봉(496m), 뗏재, 군치산(412m)을 경계로 장흥군과 경계를 이루고 있으며, 동쪽은 남에서 북으로 흐르는 지석천을 따라 이양면과 경계를 이루고 있다. 남에서 북으로 흐르는 지석천은 남쪽에서는 면의 중심부를 흐르고 북쪽으로 갈수록 이양면과 경계를 이루며 흐른다. 지방도 제839호선은 이만리에서 천변을 따라 개설되어 이양면 이양리로 이어진다. 또 풍암리 입교 다리에서 풍무재까지도 국도 제29호선이 지나고 있다.

## 역사
- 마한 시대 : 능주 방면과 함께 여래비리국(如來卑離國)의 일부에 속했다.
- 백제 시대 : 이릉부리군의 일부에 속했다.
- 940년 (고려 태조 23년) : 릉성군을 능성현으로 고칠때 능성현의 일부에 속했다.
- 1018년 (고려 현종 9년) : 화순현과 능성현(綾城縣)이 나주목(羅州牧)에 속했다.
- 1143년 (고려 인종 21년) : 능성현에 처음으로 중앙에서 파견한 현령이 부임해 오면서 능성현의 관할을 받았다.
- 1416년 (조선 태종 16년) : 화순현을 다시 화순현과 동복현으로 분리하고 동복현에 현감을 두고 화순현은 능성현에 합쳐져 순성현(順城縣)이 되면서 순성현의 관할이 되었다.
- 1418년 (조선 태종 18년) : 순성현을 다시 화순현과 능성현으로 분리하였다.
- 1632년 (조선 인조 10년) : 능주목으로 승격되었다.
- 1759년 발간된 여지도서(與地圖書)에 의하면  능주목 10개면 중 서변면으로 기록되어 있다.
- 1789년 (조선 정조 13년) : 호구총수(戶口總數)에 의하면 능주목 10개면 중 서면으로 기록되어 있다.
- 1864년 (조선 고종 1년) : 대동지지(大東地志)에 의하면 능주목 12개면 중 웅남면으로 기록되어 있다.
- 1895년 (조선 고종 32년) : 나주부 능주군 세청면과 신풍면으로 있었다.
- 1908년 : 행정구역 개편에 의해 능주군 17면 중 세청면과 신풍면으로 되었으며 세청면의 관할리는 10개리 신풍면의 관할리는 9개리였다.
- 1910년 : 칙령 제354호, 357호(9월 30일공포)에 의하여 도·부·군·면(道·府·郡·面)(面·社·坊통합)을 정비하면서 면사무소를 두기 시작했는데 세청면사무소는 차리 252번지에, 신풍면사무소는 청룡리 451번지에 설치하였다.
- 1914년 3월 1일 : 부군면 통폐합에 의해서 세청면과 신풍면을 폐합하여 세청면의 '청'자와 신풍면의 '풍'자를 각각 취하여 청풍면이라 칭하고 11개리를 관할하게 되었다.(풍암리, 한지리, 어리, 세청리, 신리, 차리, 대비리, 백운리, 청룡리, 이만리, 신석리)
- 1932년 : 행정구역 개편에 의해 화순군 13면 중 청풍면으로 되었다.
- 1950년 : 공비들의 침입으로 면사무소 청사가 소실되어 면사무소 뒤편에 가건물을 지어 면 행정을 수행하였다.
- 1961년 : 차리 252번지에 면사무소 청사를 재건축하였다.
- 1988년 4월 : 구 청사를 헐고 면사무소 청사를 2층으로 신축하였다.
- 1996년 10월 12일 : 백운리 1, 2리를 백운리로 통합하였다.

## 행정 구역
| 법정리 | 한자명 | 행정리           | 비고            |
| ------ | ------ | ---------------- | --------------- |
| 대비리 | 大庇里 | 대비리           |                 |
| 백운리 | 白雲里 | 백운리           |                 |
| 세청리 | 世淸里 | 세청1구, 세청2구 |                 |
| 신리   | 新里   | 신리1구, 신리2구 |                 |
| 신석리 | 新石里 | 신석1구, 신석2구 |                 |
| 어리   | 漁里   | 어리             |                 |
| 이만리 | 二晩里 | 이만리           |                 |
| 차리   | 車里   | 차리1구, 차리2구 | 면사무소 소재지 |
| 청용리 | 靑龍里 | 청용리           |                 |
| 풍암리 | 風岩里 | 풍암리           |                 |
| 한지리 | 閑池里 | 한지1구, 한지2구 |                 |

## 교육
- 청풍초등학교